# Johannes Burchart Ier
Pour les autres membres de la famille, voir Famille Burchard-Bélaváry.
Pour les articles homonymes, voir Burchard et Bélaváry.
Johannes Burchart Ier (1546-1616), né János Both Bélaváry de Sykava (szikavai és bélaváry Both János en hongrois) est un noble hongrois à l'origine d'une lignée de docteurs-pharmaciens qui tiendront la pharmacie de Reval (aujourd'hui Tallinn) (Raeapteek) de 1582 à 1911. Ses aïeux étaient magnats et barons du royaume de Hongrie, dont János Both de Bajna († 1493).

## Biographie
Il est le fils de Ambrus Both Bélaváry de Sycava, enregistré à Vienne en 1557 (renouvellement d'armoiries). János (Johann) quitte le royaume de Hongrie après la bataille de Kerelőszentpál en 1575 à la suite de laquelle Étienne Báthory accède au trône de Transylvanie et fait proscrire les partisans de Gáspár Bekes -  qui était appuyé par Maximilien d'Autriche et les Sicules - qu'il vient de défaire. Il se réfugie successivement à Salzbourg (1575-1578), Munich (1578-1580), puis Jelgava, en Lettonie. Il y apprend la profession de pharmacien, ou apothicaire, et s'installe finalement à Reval, alors suédoise, en 1580 sous le nom de Burchart (ou Burchard). Son prénom, Johannes, sera donné à l'aîné de chaque génération en souvenir de l'ancêtre proscrit. La devise de Burchart est alors : « Dieu, aide-moi à vivre une vie honnête et à mourir d'une mort bénie. »
Avec l'autorisation du Conseil de Reval, il devient officiellement le 30 avril 1583 le pharmacien de la ville en reprenant la Raeapteek, fondée par la cité vers 1420, pour un loyer annuel de 100 thalers. À cette époque y sévit une période de peste et de grande famine. Burchart écrit que le peuple pense que « Dieu tout puissant a voulu montrer que la médecine était impuissante contre les trois peines principales: la peste, la guerre et le coût de la vie, et qu'il n'y avait pas de meilleur remède que la parole de Dieu, la pénitence et la piété... » et que les habitants de Tallinn sont disposés à « plutôt mourir que de faire quelque chose pour leur santé. La seule réponse à la médecine était l'outrage et la raillerie... ». En 1588 les anciens de la ville parlent de sa popularité et le supplient de rester.
C'est dans ce contexte que Burchart écrit à la Mairie en 1607 et demande à être relevé de ses obligations. La raison de cette demande était la faillite presque totale, causée par la quantité de travail, sans doute au-dessus de ses forces, et le manque absolu de soutien de la Mairie. Il se relève finalement grâce à quelques prêts bienveillants. Le pharmacien espère alors des subventions de la Mairie pour son service plein d'abnégation, mais sa demande ne fut jamais satisfaite et il renonce à son poste en 1610. Ses funérailles sont célébrées en l'église Saint-Olaf de Reval le 21 décembre 1617, avec "toutes les cloches" („mit allen Glocken") et "toutes les lumières" („voller Beleuchtung"). Il était seigneur de Habinem et Wannamois, près de Reval. Il avait épousé en 1612 Anna von Kampferbeck (†1603), fille de Johann (†1562), conseiller de Reval (1547-1562) et maire de Tallinn (1548) et petite-fille de Heinrich von Dellingshausen (†1525), échevin de Tallinn (1508-1511).

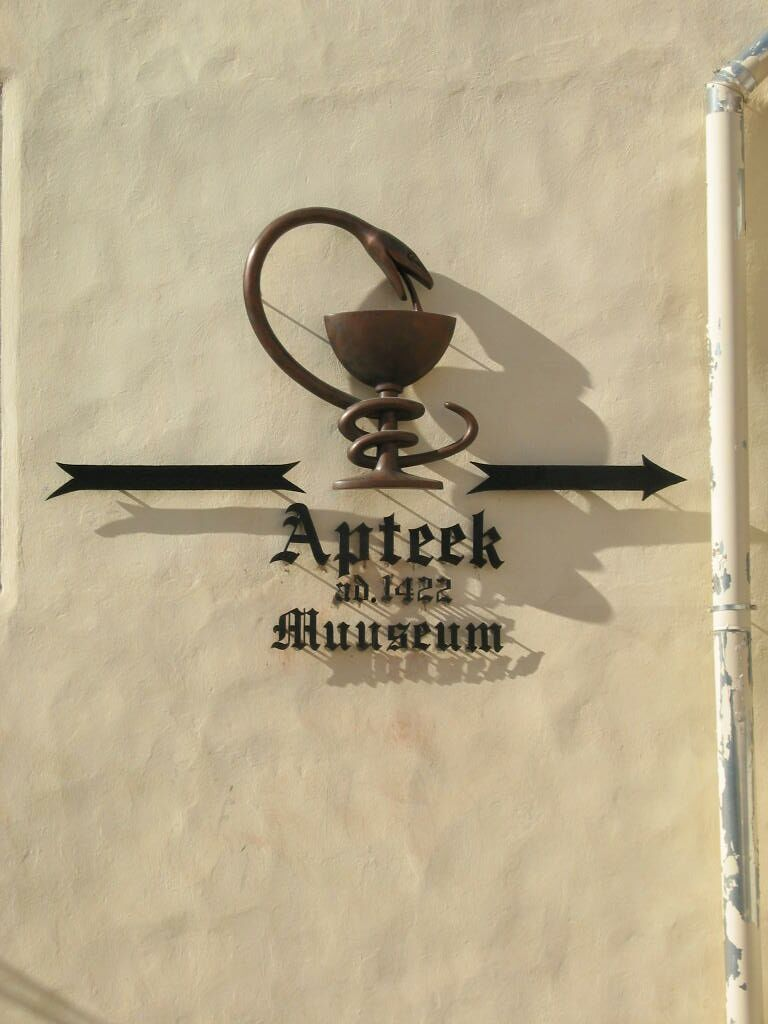
Symbole de la pharmacie

### Burchart II
Son fils Johann Burchart II (c. 1585 - 1636) reprend la pharmacie à la mort de son père. Les difficiles années précédentes ont changé l'attitude de la Mairie et des habitants; les affaires repartent et la situation économique de la pharmacie s'améliore grandement. Johann II achète trois petites maison dans la cour de l'église du Saint-Esprit en 1634. On sait que s'y tenait chaque matin une réunion de la direction et qu'une salle était réservée aux herbes médicinales. Burchart II est enterré comme son père en l'église Saint-Olaf, le 11 mars 1636 au cours d'une fastueuse cérémonie. Époux de  Dorothea von Spreckelsen (†1619), fille de Johann, conseiller de Reval (lui-même fils de Peter (de), maire de Hambourg) et de Beata von Derenthall (1575-1637).

### Transition
De 1636 à 1649, jusqu'à la majorité de Burchart III, la pharmacie est gérée par :
- 1639-1638 : Michael Güngling, il déménage en suite en Allemagne.
- 1638-1840 : Johann Hosse, né en Hongrie, ancien assistant.
- 1640 : Theodor Olitzschius. Il est en même-temps médecin de la ville de Grimma. Fait chevalier, il est le médecin et le pharmacien de Narva en 1639. Il retourne en Allemagne en 1646.
- 1640-1649 : Gebhart Himsel. Professeur de mathématiques (1631), il est médecin de Reval en 1634.

### Burchart III
Burchart III (1605-1671) est également le pharmacien de Reval. Il est considéré au décès de son père comme trop jeune pour reprendre la pharmacie et comme devant acquérir plus d'expérience en Europe. Il étudie alors aux Pays-Bas et reprend la pharmacie le 7 mai 1649. Sa compétence et sa sagesse aidant, les revenus de la pharmacie deviennent particulièrement conséquents et permettent de payer le loyer élevé et d'embaucher huit assistants et apprentis (1658). Le contrat de bail nous apprend que la pharmacie se devait d'être ouverte jour et nuit. L'élection de Johann III comme Aîné de la Grande Guilde (Ältester Grosser Gilde) en 1668 témoigne de son importante position. Il épouse en 1649 Catharina von Thieren, fille de Johann (1575-1658), maire de Reval (1620-1657), qui supervise avec efficacité la gestion de la pharmacie jusqu'à sa mort en 1675. Personne en effet ne put dire « un mauvais mot à son encontre ».

### Burchart IV
Burchart IV (1651-1691). Apprenti chez son père puis étudiant à Lübeck et à Stockholm, il reprend la pharmacie le 26 août 1676. Il fait part en 1688 au Conseil de la ville de l'état de délabrement du bâtiment, confirmé par une commission dédiée. Burchard IV rachète la Raeapteek à la municipalité en 1688 pour 600 thalers. Le contrat stipule que "la Pharmacie de l'Hôtel-de-Ville doit vendre des médicaments jour et nuit ; et aussi longtemps que la famille Burchart dirige l'entreprise, elle a le droit d'importer deux fûts de cognac dédouanés par an". Ne considérant pas les mots du Conseil comme assez fiables, il fait confirmer ces privilèges par le roi Charles XI de Suède, connu pour être favorable au monde médical. Il meurt mystérieusement à l'âge de 40 ans, et personne ne sait si cela pourrait avoir un rapport avec les querelles incessantes avec ses fournisseurs. Les dernières années de l'ère suédoise sont florissantes, grâce notamment à une gestion efficace de son épouse Catherina von Cahl (1656-1710), fille d'Ewert, membre de la Grande Guilde, jusqu'en 1710, date à laquelle la pharmacie est reprise par son fils Burchart V.
Les locaux sont à cette époque agrandis et un luxuriant jardin d'herbes est aménagé devant la Porte de la None (détruite en 1868).

## Sources, lien externe
- Peeter Tarvel, Eesti biograafiline leksikon täiendusköide, Kirjastus osaühing "Loodus", 1940
- Gustavson. H., Tallinna vanadest apteekidest. Tallinn 1972 sur raeapteek.ee
- Sitiniisberiekte, 1912, Riga, 1914
- Jun Okuda, Kazumi Kawamura and Masahiro Ohsawa.From the Year 1422, Town Hall Pharmacy Still Working in Tallinn (Estonia) ─ The 598-Year History In "Revue [japonaise] d'histoire pharmaceutique" (薬史学雑誌) 55 (2)，210-217（08.04.2020）